# 李涛 (1913年)
李涛（1913年7月—2008年2月16日），男，辽宁沈阳人，中华人民共和国政治人物，曾任中共辽宁省委书记。

## 生平
1922年就读于沈阳郎三家子村私塾、山海关田氏中学、沈阳兴权中学、北平东北中学和北平东北中山中学。1935年12月，作为北平东北中山中学学生会主席，积极参加一二九学生运动。1936年3月，参加了中华民族解放先锋队，任北平东北中山中学中队长。1936年6月任中华民族解放先锋队北平队部一区队队长。1937年2月加入中国共产党。1937年3月，任牺盟会太原五区委秘书和运城中心区委秘书。1937年11月任山西夏县县长兼晋南八县游击队总指挥。1939年，任牺盟会总会组织部副部长、部长。1940年初任牺盟会雁北办事处主任。1940年4月任晋察冀边区第五行政专署专员。1944年9月任晋察冀边区冀晋地委城工部部长、敌工部部长。
1945年9月返东北，奉命接管抚顺，任抚顺市长、抚顺保安司令。1946年4月任辽东第三专员公署专员兼地委常委。1947年11月，任安东省省委委员、省政府秘书长。1949年5月任辽东省政府秘书长兼农林厅厅长。
1950年2月任辽东省政府副主席。朝鲜战争爆发后，任机场修建委员会主任。1952年6月，任辽东省政府主席。1954年8月，中央决定成立辽宁省，先后任中共辽宁省委书记处书记、省政府副主席、省人民委员会副省长。1954年当选第一届全国人民代表大会代表。1958年6至10月,中共辽宁省委召开扩大会议,“粉碎以王铮为首的反党宗派活动”,辽宁省委书记王铮，省委书记兼省长杜者蘅，省委书记兼副省长李涛，省委委员、旅大市委书记兼市长宋黎，省委常委、省工会主席张烈，省委常委、秘书长吴铎等人被打成反党宗派或右派份子。1958年10月起，任抚顺矿务局副局长、局长。1974年至1977年任抚顺市矿务局革委会副主任、党委副书记。1978年1月任辽阳市委书记，辽阳石油化纤总厂党委书记兼建厂指挥部总指挥，1978年11月任纺织工业部副部长。1981年11月起，先后任中共辽宁省委书记（当时设有第一书记）兼沈阳市委第一书记，中共辽宁省顾问委员会主任兼沈阳市委第一书记，中央纪律检查委员会委员，全国政协第七届常委。1985年4月退出领导岗位。。
2008年2月16日李涛在沈阳病逝，享年95岁。